# فهرست مناطق تحت حاکمیت سازمان ملل متحد

پرچم سازمان ملل که برای همه حکومت‌هایش استفاده می‌شود (به جز مرجع انتقالی سازمان ملل در کامبوج)

پرچم مورد استفاده برای مرجع انتقالی سازمان ملل در کامبوج

این فهرستی از مناطقی است که مستقیماً توسط سازمان ملل متحد (UN) اداره می‌شود یا قبلاً اداره می‌شده است. این مناطق را نباید با سرزمین‌های تحت قیمومت سازمان ملل متحد که توسط یک کشور، تحت دستور سازمان ملل، اداره می‌شد، اشتباه گرفت.

## فهرست

### فعلی
| نام                                                  | محل                                        | سال‌ها                     | امروز بخشی از                   |
| ---------------------------------------------------- | ------------------------------------------ | ------------------------- | ------------------------------- |
| نیروهای حافظ صلح سازمان ملل در قبرس (UNFICYP)        | خط آتیلا (UNBZC)                           | ۱۹۷۴–اکنون                | قبرس                            |
| نیروهای پاسدار صلح سازمان ملل متحد (UNDOF)           | منطقه نیروهای پاسدار صلح در بلندی‌های جولان | ۱۹۷۴–اکنون                | سوریه (کنترل توسط اسرائیل)      |
| مأموریت مدیریت موقت سازمان ملل متحد در کوزوو (UNMIK) | کوزوو تحت مدیریت سازمان ملل متحد           | ۱۹۹۹–اکنون (رسماً از ۲۰۰۸) | کوزوو · (ادعا شده توسط صربستان) |

### سابق
| نام                                                                               | محل                                   | سال‌ها     | امروز بخشی از                              |
| --------------------------------------------------------------------------------- | ------------------------------------- | --------- | ------------------------------------------ |
| مرجع اجرایی موقت سازمان ملل متحد (UNTEA)                                          | گینه نوی غربی                         | ۱۹۶۲–۱۹۶۳ | اندونزی · (ادعا شده توسط جمهوری غرب پاپوآ) |
| مرجع انتقالی سازمان ملل در کامبوج (UNTAC)                                         | کامبوج                                | ۱۹۹۲–۱۹۹۳ | کامبوج                                     |
| اداره انتقالی سازمان ملل متحد برای اسلاوونی شرقی، بارانیا و سیرمیوم غربی (UNTAES) | اسلاوونی شرقی، بارانیا و سیرمیای غربی | ۱۹۹۶–۱۹۹۸ | کرواسی                                     |
| اداره انتقالی سازمان ملل در تیمور شرقی (UNTAET)                                   | تیمور شرقی تحت مدیریت سازمان ملل متحد | ۱۹۹۹–۲۰۰۲ | تیمور شرقی                                 |